# 카바녜로스 국립공원

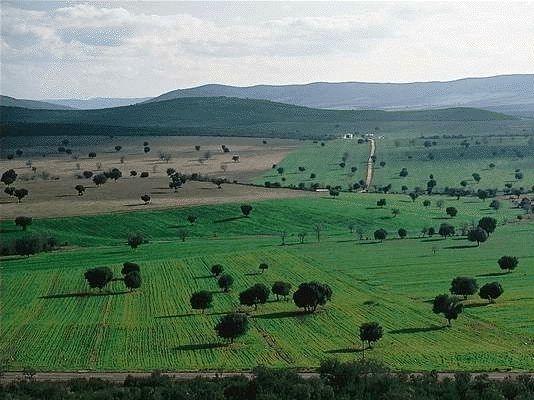

카바녜로스 국립공원(Cabañeros National Park, 스페인어: Parque Nacional de Cabañeros)은 스페인 몬테스 데 톨레도에 있는 국립공원이다. 시우다드 레알 북서쪽과 톨레도도 남서쪽의 두 지역에 속한다.
이 공원은 1995년에 지정되었으며 면적은 390평방킬로미터(150평방마일)이다. 에스테나강과 불라케강 사이에 위치하며 초리토 산맥과 미라플로레스 산맥까지 뻗어 있다.
이곳은 이베리아 지중해 삼림 중 가장 크고 가장 오래 살아남은 지역으로, 엄청나게 다양한 식물종이 서식하고 있다. 또한 지질학적으로 흥미로운 유적지("Cámbrico y Ordovícico del Parque Nacional de Cabañeros"로 알려진 고생대 유적지)도 포함된다.
공원의 대척점은 뉴질랜드 통가리로 국립공원에 위치해 있다.